# Sphaeralcea coccinea
Sphaeralcea coccinea är en malvaväxtart som först beskrevs av Thomas Nuttall, och fick sitt nu gällande namn av Per Axel Rydberg. Sphaeralcea coccinea ingår i släktet klotmalvor, och familjen malvaväxter.

## Underarter
Arten delas in i följande underarter:
- S. c. coccinea
- S. c. elata